# نانگونا
نانگونا شهری در شهرستان تانسیلا در استان بانوا در بورکینافاسوی غربی است و جمعیت آن ۱,۴۸۳ نفر است.